# Classe Kondor I
La classe Kondor I è stata una classe di dragamine della Volksmarine, la marina militare della Germania Est. La denominazione tedesca era progetto 89.1 per distinguere le unità da quelle del progetto 89.2 (Classe Kondor II secondo la denominazione NATO) più lunghe di quattro metri.
Il loro progetto venne avviato come Progetto 89 e dopo che nel 1967 era stata avviata la produzione delle unità del progetto 89,1 nel 1968 vennero studiate delle modifiche al progetto che portarono allo sviluppo del progetto 89.2; le unità del tipo Kondor I vennero così convertite in motovedette di altura e prese in carico dalla Grenzbrigade Küste, la brigata di sorveglianza costiera, mentre i dragamine Kondor II sono entrati in servizio tra il 1971 e il 1973.
Le navi avevano uno scafo in acciaio saldato. La propulsione era assicurata da due motori diesel M-40D con una potenza totale di 2942 kW collegati a due eliche e raggiungevano la velocità di circa 20 nodi. L'elettronica era costituita da un radar di navigazione Type 333 e sonar UCK per la ricerca attiva. Le navi disponevano anche di sistema di identificazione IFF.
L'armamento principale era costituito da una mitragliera binata da 25mm tipo 2 M-3, collocata a prora mentre nella zona poppiera erano collocate le guide per la posa di 28 mine o di 20 bombe di profondità.
Per le emergenze le navi disponevano di una pompa di sentina e di una pompa antincendio.

## Modifiche
Sulla base del progetto 89.1 sono stati sviluppati i progetti 65.101-65.102 delle navi recupero siluri Libben e Strelasund che potevano essere utilizzate anche come bersaglio.
Sempre sulla base del progetto 89.1 sono state sviluppati i progetti AGI (navi per la raccolta di informazioni) 65.202 Komet e 65.202 Meteor. Rispetto al progetto 98.2 le modifiche hanno visto la rimozione di ogni armamento e delle apparecchiature di dragaggio, mentre gli apparati speciali vennero sistemati sparse per tutta la nave e la centrale di controllo ed elaborazione dati venne sistemata in una tuga poppiera appositamente costruita.
Le due unità sono state avvistate, impiegate in attività SIGINT. durante il periodo della Guerra fredda, nei pressi del Mar Baltico, vicine alla Svezia o alla Germania. Spesso operavano in azione coordinata, con i caccia MiG-21 e gli Ilyushin Il-14 dotati di sistemi di ricognizione, simulanti profili di volo diretti sullo spazio aereo della NATO, con l'obiettivo di innescarne la reazione e la diramazione di ordini alle navi e alle forze di intercettori. Le due unità registravano tutto il traffico radio e i segnali radar delle forze NATO, che venivano poi analizzati dai centri di comando del Patto di Varsavia per valutare tutte le informazioni possibili sulle capacità della controparte. Si trattava di un "gioco" molto frequente, da entrambe le parti, ai tempi della Guerra fredda, che finiva talvolta in maniera tragica, specialmente quando venivano coinvolti aeroplani da ricognizione in territorio nemico.

## Cessioni
Nessuna di queste unità è più in servizio nella Deutsche Marine, mentre tre navi erano già state messe in disarmo prima del 1990. La maggior parte è stata demolita dopo la riunificazione.
Nel 1990 un'unità è stata ceduta alla Guinea-Bissau e messa in servizio con la Marina militare guineense; l'unità fu fadiata nel corso degli anni 1990 a causa della crisi economica della nazione
Nel 1992 tre sono state vendute a Malta: P-29 (ex "Bolton"), P-30 (ex Ückermünde) e P-31 (ex "Pasewalk"), due di queste navi, P-29 e P-31, rispettivamente nel 2007 e nel 2009 sono stati affondate in acque poco profonde per essere utilizzate come attrazione per i turisti subacquei. Le navi erano state cedute con l'armamento originale e il sonar. Dopo la cessione a Malta il sonar nel luglio del 1992 è stato eliminato e l'armamento originale sostituito con una mitragliera da 14,5mm quadrupla; modificata anche l'elettronica di bordo con radar di navigazione Furuno FR 80310 e Racal Decca 1229 in banda I.
Nel 1994 le due unità AGI sono state cedute all'Estonia. Altre quattro navi sono state cedute alla Tunisia ed una nave che aveva prestato servizio nella Guardia costiera tedesca è stata trasferita a Capo Verde per vigilanza pesca.

## Galleria d'immagini

Immagini delle unità maltesi
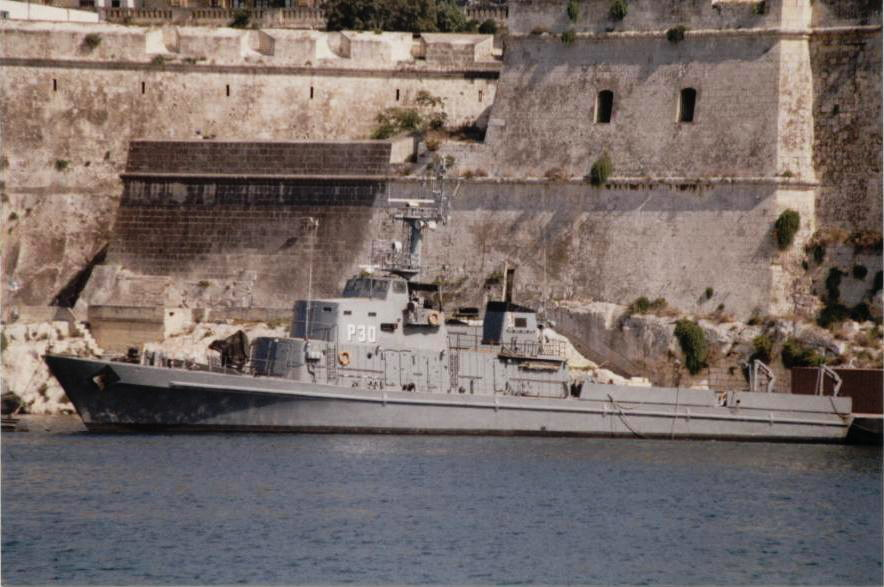
P-30 ormaggiato a La Valletta
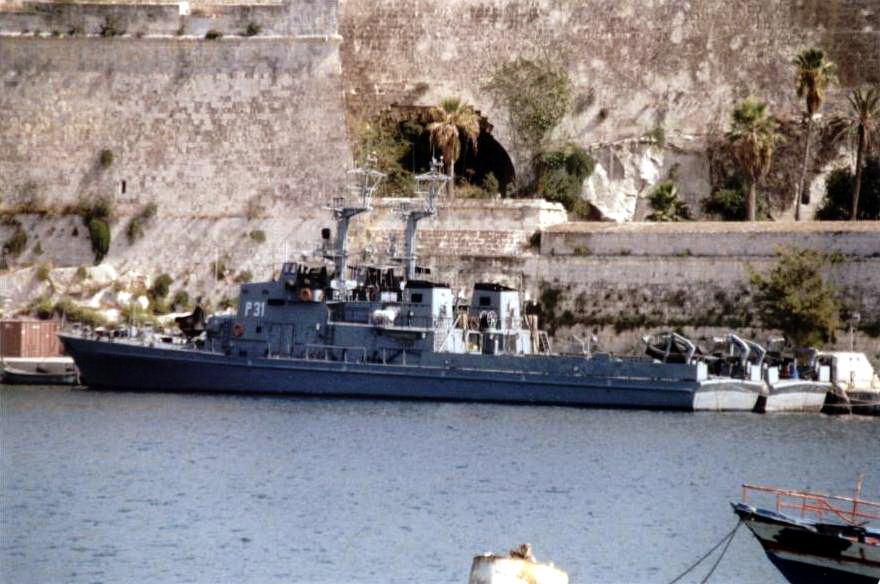
P-31 ormaggiato a La Valletta